# Shengshan (köpinghuvudort i Kina, Zhejiang Sheng, lat 30,23, long 121,32)
Shengshan är en köpinghuvudort i Kina. Den ligger i provinsen Zhejiang, i den östra delen av landet, omkring 110 kilometer öster om provinshuvudstaden Hangzhou. Antalet invånare är 53 952. Befolkningen består av 26 557 kvinnor och 27 395 män. Barn under 15 år utgör 11,0 %, vuxna 15-64 år 81 %, och äldre över 65 år 7,0 %.
Runt Shengshan är det mycket tätbefolkat, med 2 431 invånare per kvadratkilometer. Närmaste större samhälle är Guanhaiwei, 10,3 km sydost om Shengshan. Trakten runt Shengshan består till största delen av jordbruksmark.
Genomsnittlig årsnederbörd är 1 778 millimeter. Den regnigaste månaden är juni, med i genomsnitt 285 mm nederbörd, och den torraste är januari, med 60 mm nederbörd.